# Cryptanthus beuckeri
Espèce
Cryptanthus beuckeri est une espèce de plantes de la famille des Bromeliaceae, endémique des forêts orientales du Brésil et décrite par le botaniste belge Édouard Morren en 1880.

## Distribution
L'espèce est endémique de l'Est du Brésil et se rencontre dans les État de Bahia et d'Espírito Santo.

## Description
Selon la classification de Raunkier, l'espèce est hémicryptophyte.